# Jean Bouise
Jean Bouise, född 3 juni 1929 i Le Havre, död 6 juli 1989 i Lyon, var en fransk skådespelare.
Han spelade bland annat Kapten Haddock i spelfilmen Tintin och de blå apelsinerna från 1964.

## Filmografi i urval
- 1964 – Tintin och de blå apelsinerna
- 1965 – Den skamlösa gamla damen
- 1971 – Att älska är att leva
- 1972 – Den långe blonde med en svart doja
- 1974 – Le Retour du grand blond
- 1976 – Mado
- 1983 – Den sista striden
- 1985 – Subway
- 1987 – L'été en pente douce
- 1988 – Det stora blå
- 1989 – Franska revolutionen